# Stupas de Andher
Les stupas de Andher sont un ensemble de trois stupas situés à 19 km au sud-est de Sanchi, district de Raisen, Madhya Pradesh, Inde. Situés assez en hauteur, ils surplombent les stupas de Bhojpur, au-delà desquels sont visibles les stupas de Sanchi.

## Les stupas
Le stupa no 1 peut être daté d'environ 150 av J-C. C'est le plus grand des trois stupas, et il possède les restes d'une barrière de pierre l'entourant ("railing").
Les stupas no 2 et no 3 ont révélé des inscriptions en Brahmi comportant les mêmes noms que les moines dont les reliques ont été retrouvées à Sanchi Stupa No.2 et à Sonari (Vachi et Moggaliputa pour le stupa no 2 et Haritiputa pour le stupa no 3.

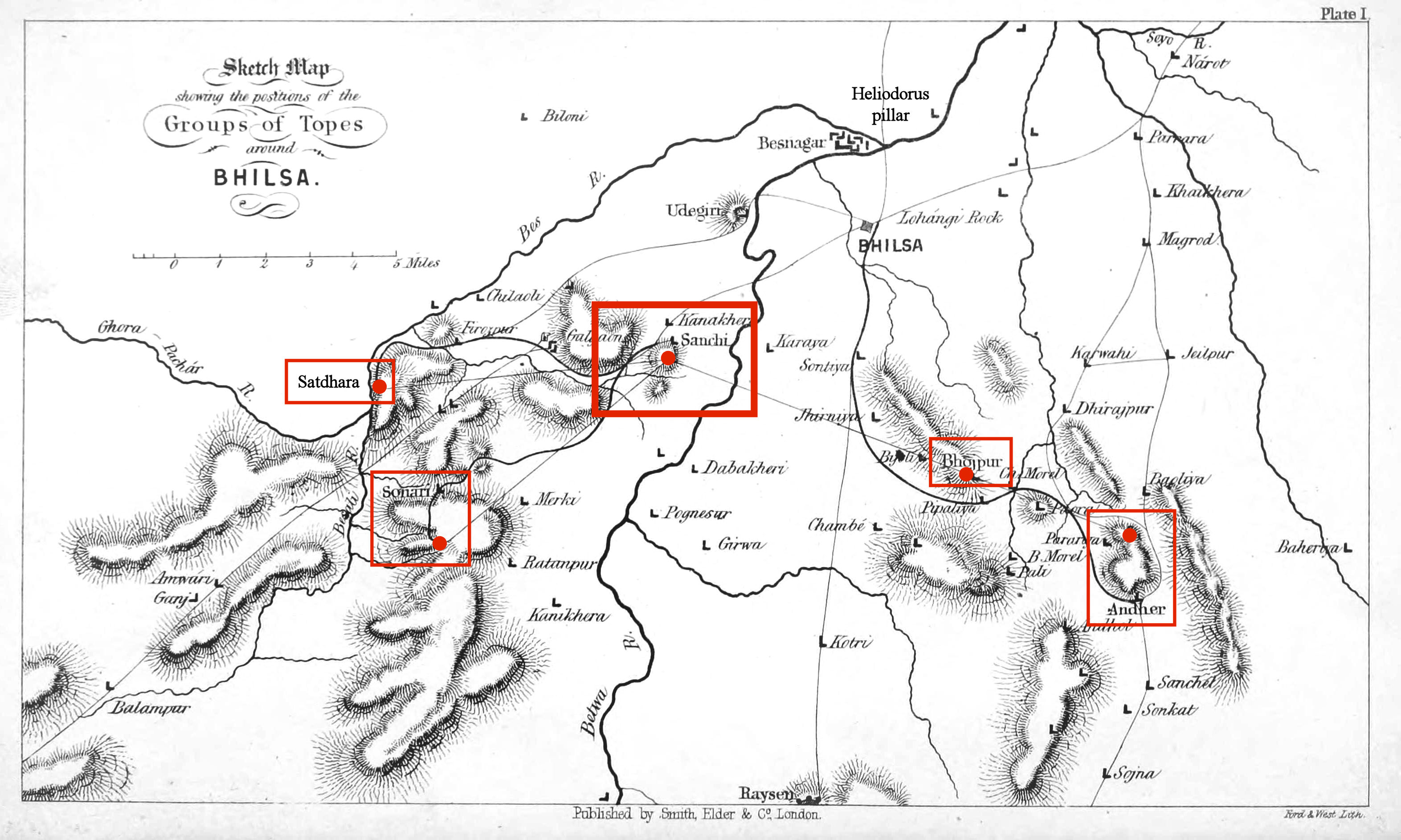
Sanchi et stupas des environs.
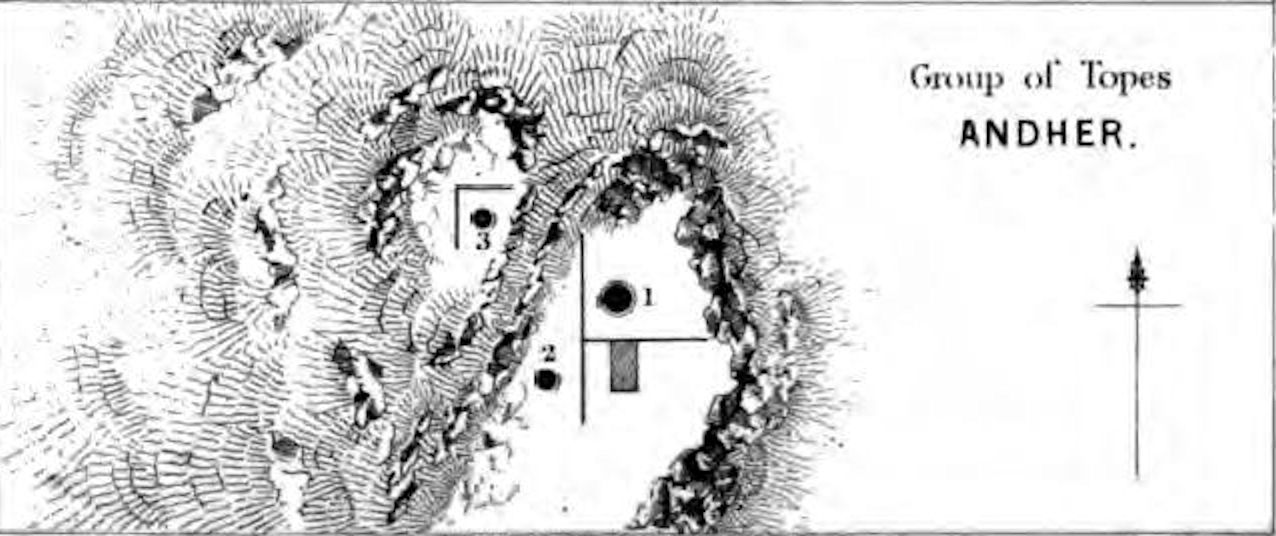
Carte des stupas de Andher.
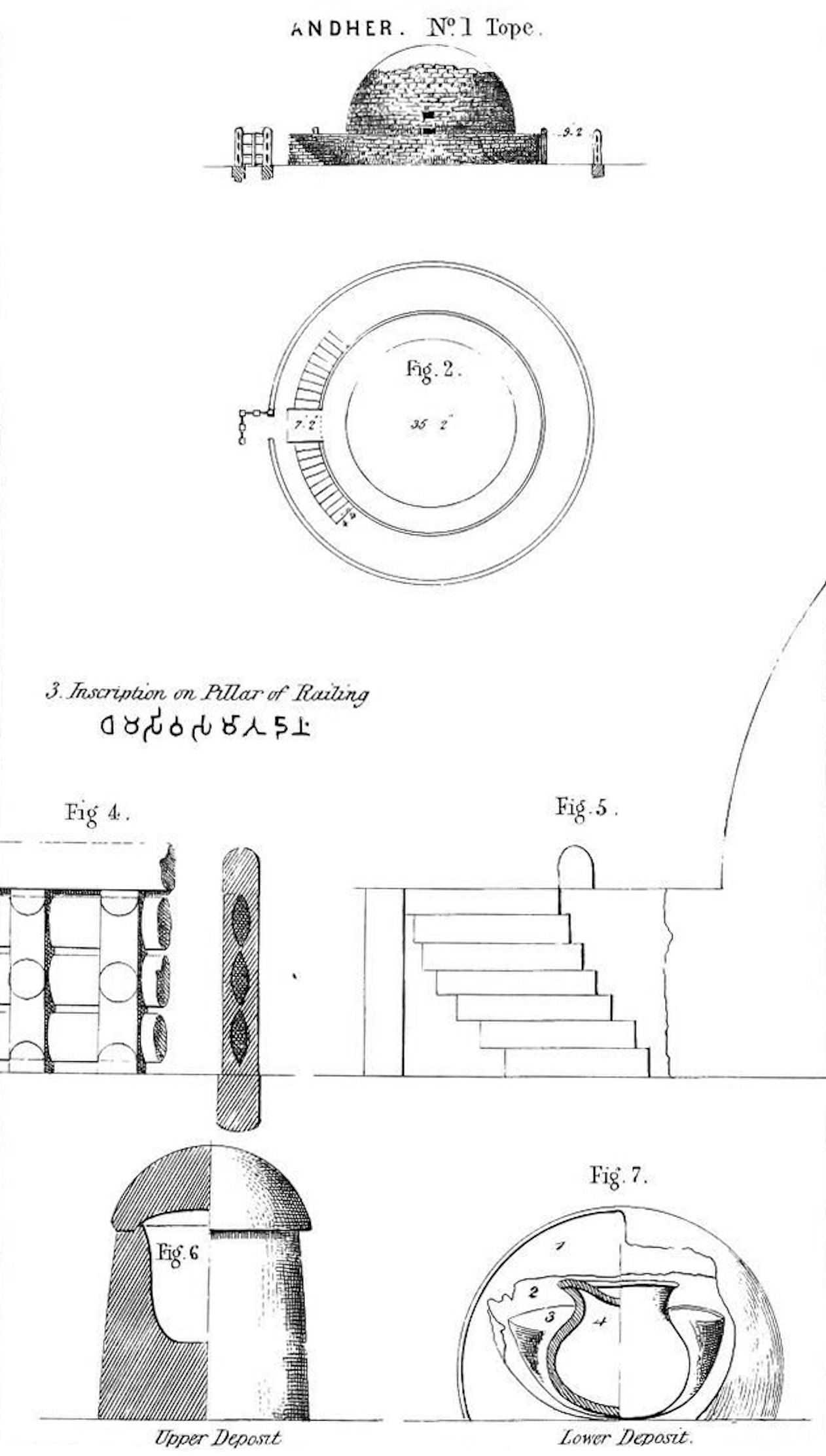
Stupa no 1 et reliquaire.
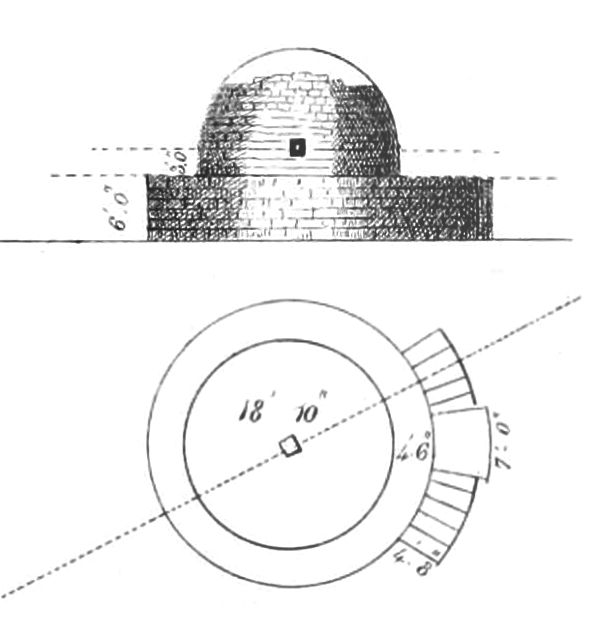
Stupa no 2.
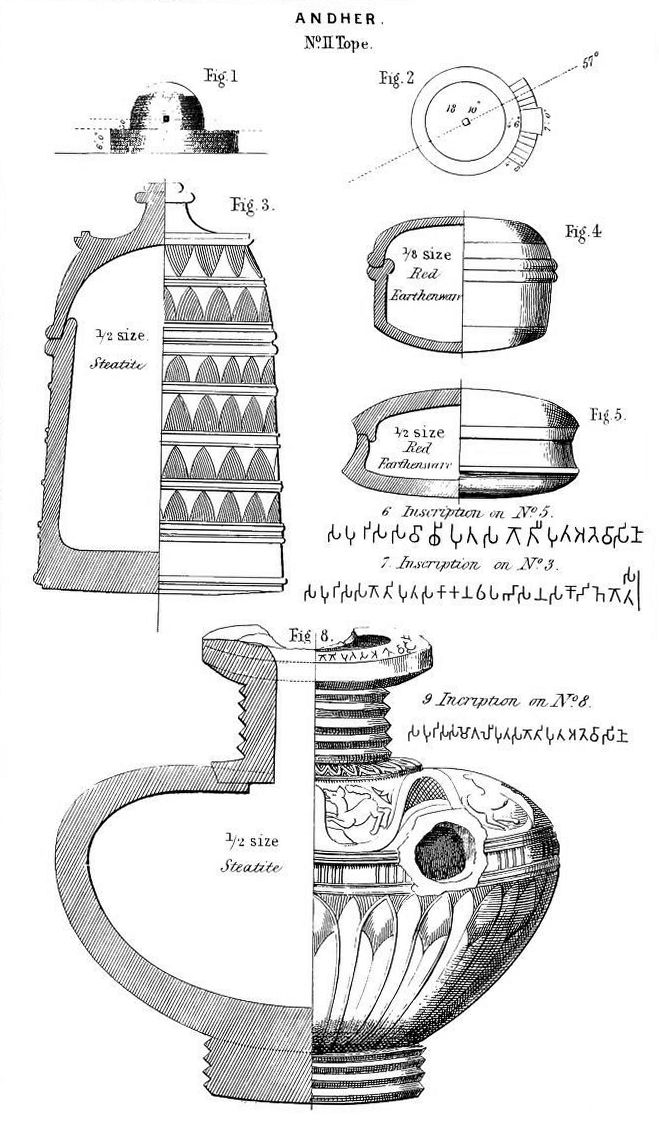
Stupa n°2, reliquaire (British Museum) et inscriptions.
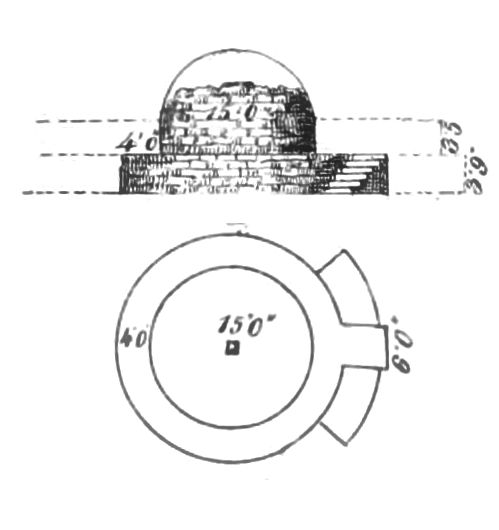
Stupa no 3.
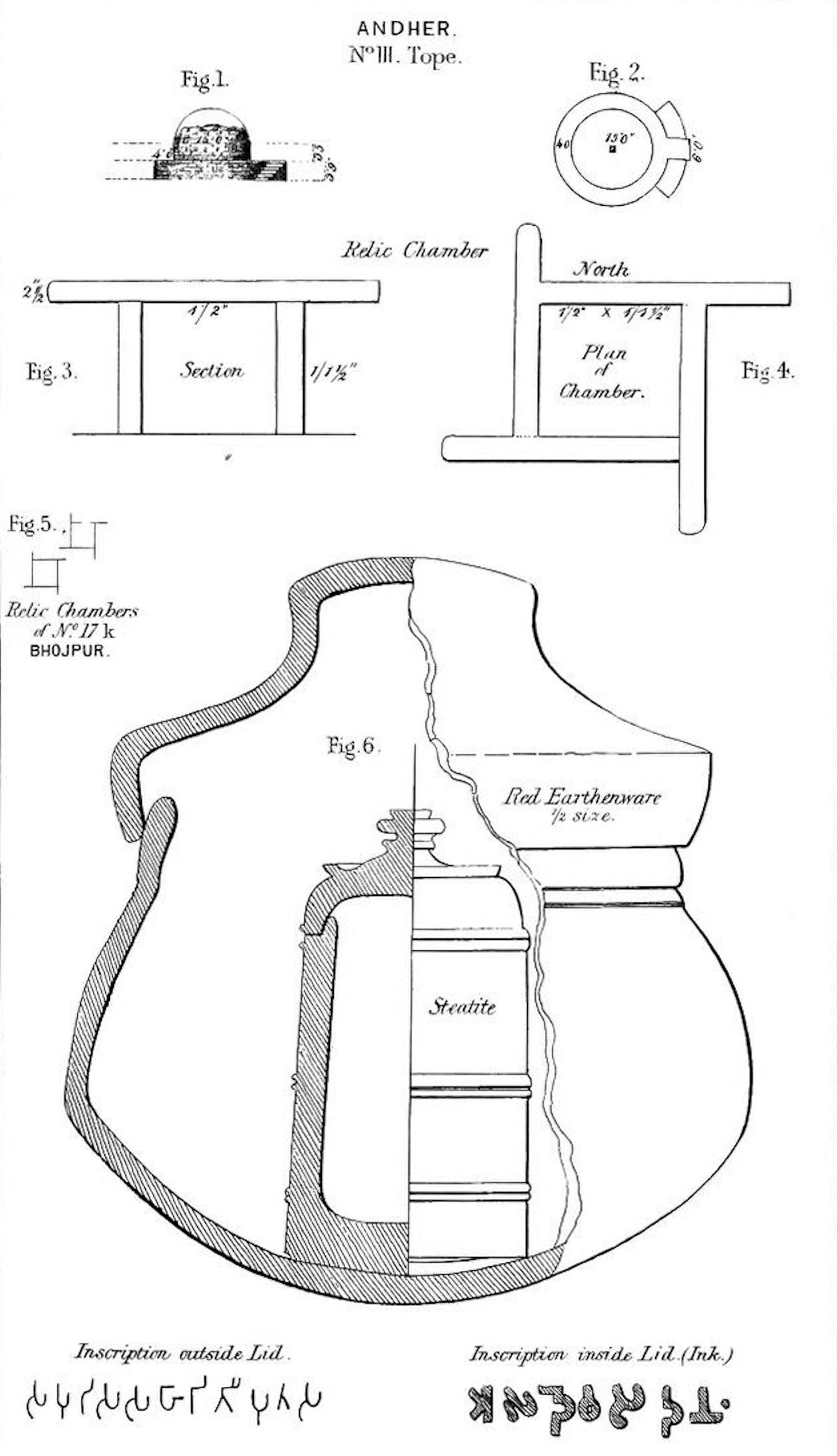
Stupa no 3. Dans un récipient de poterie rouge, un reliquaire (British Museum).

## Autres stupas des environs
Il y a en tout quatre groupes de stupas entourant Sanchi dans un rayon d'une vingtaine de kilomètres : Bhojpur et Andher au sud-est, Sonari au sud-ouest, et Satdhara à l'ouest. Plus loin au sud, à environ 100 km, se trouve Saru Maru.

## Référence
1. 1 2  Buddhist Architecture de Huu Phuoc Le p.148
2. ↑  Buddhist Circuit in Central India: Sanchi, Satdhara, Sonari, Andher, Travel ... p. 34
3. ↑  Buddhist Circuit in Central India: Sanchi, Satdhara, Sonari, Andher, Travel ... p.31